# Lorenzo Reyes Reyes
Lorenzo Reyes Reyes (Gómez Palacio; 10 de agosto de 1951-Santa Ana; 23 de febrero de 1979) fue un futbolista mexicano que se desempeñaba como delantero.

## Selección nacional
Jugó dos partidos con la selección amateur de México en los Juegos Olímpicos de Múnich 1972.

### Participaciones en Juegos Olímpicos
| Torneo                   | Sede   | Resultado    |
| ------------------------ | ------ | ------------ |
| Juegos Olímpicos de 1972 | Múnich | Segunda fase |

## Clubes
| Club                        | País   | Año       |
| --------------------------- | ------ | --------- |
| Laguna                      | México | 1969-1973 |
| Cuerudos de Ciudad Victoria | México | 1973-1974 |
| Tigres de la UANL           | México | 1974-1976 |

## Palmarés

### Títulos nacionales
| Título      | Equipo            | País   | Año     |
| ----------- | ----------------- | ------ | ------- |
| Copa México | Tigres de la UANL | México | 1975-76 |

### Títulos internacionales
| Título                  | Equipo         | Sede   | Año  |
| ----------------------- | -------------- | ------ | ---- |
| Preolímpico de Concacaf | México amateur | Varias | 1972 |